# Синельниківський парк
Синельниківський — парк-пам'ятка садово-паркового мистецтва місцевого значення. Парк розташований біля села Раївка Синельниківського району Дніпропетровської області.
Площа — 2,0 га, створено у 1995 році.